# Breakdown (chanson)
Pour les articles homonymes, voir Breakdown.
Singles de Mariah Carey et Bone Thugs-N-Harmony
The Roof (Back in Time)
(1998) My All
(1998)
Breakdown est une chanson de l'artiste-interprète américaine Mariah Carey, issue de son sixième album studio, Butterfly. Il est le troisième single de l'album et sort le 24 mars 1998 sous le label Columbia Records. Comme Butterfly, Breakdown reçoit une promotion très limitée à cause du conflit entre Carey et son label. La chanson est écrite par Carey, Stevie J. et Puff Daddy et présente un couplet de rap de Bone Thugs-N-Harmony. Les paroles décrivent les émotions que ressent une personne lorsque son amant la quitte subitement ainsi que la douleur que cela provoque. La chanson a été très bien accueillie par les critiques.
Dans le clip, Carey porte une variété de tenues colorées et de maquillages. Parmi ces changements, deux scènes dominent la vidéo. Dans la première, elle porte une tenue de flamenco et danse sur une chaise avec deux autres femmes. La seconde montre Carey et Bone Thugs-N-Harmony dans un casino. La chanteuse interprète la chanson durant le Butterfly World Tour en 1998 et dans d'autres tournées plus récentes. À cause de sa faible promotion, Breakdown n'entre pas dans la plupart des hits-parades, excepté en Australie et en Nouvelle-Zélande où elle atteint les 38e et quatrième positions. Aux États-Unis, à cause des règles du Billboard de l'époque, elle n'entre pas dans le Hot 100 mais arrive à la 53e position du classement des diffusions radiophoniques.

## Genèse
« J'ai dit aux Bone Thugs-n-Harmony que je voulais enregistrer quelque chose avec eux. Leur réaction a été : « Okay... ? » Je pense que je choque les gens avec les idées que j'ai mais le résultat est ok ».
Carey enregistre la chanson au Hit Factory à New York en 1997,. Breakdown est l'une des premières chansons hip-hop et beaucoup ont été surpris quand elle a contacté Bone Thugs-n-Harmony pour enregistrer la chanson avec elle car elle est considérée comme une artiste R&B. Selon Chris Nickson, auteur d'une biographie, Breakdown est une chanson importante pour Butterfly : « Breakdown montre le courage que prend Carey dans ce nouveau territoire et se l'approprie, sa mélodie couve sa voix et son groove est irrésistible ». Lorsqu'elle commence à enregistrer l'album, elle a quelques ballades comme Whenever You Call et Butterfly mais aussi des chansons R&B/hip-hop comme Honey. C'est pour cette raison que Carey a enregistré Breakdown pour la partie intermédiaire de l'album et sert de « colonne vertébrale ».

## Polémique
Breakdown est sujet à controverse au moment de sa sortie. Carey est en conflit avec son label sur le choix des singles et n'est pas satisfait de sa transition R&B/Hip-hop. Plus tard, en 1998, quand Carey compose des chansons pour sa première compilation, Number 1's, la chanson est encore au centre du scandale. Ils ne sont pas d'accord sur le contenu qu'ils vont mettre dans la compilation. Sony veut faire un album avec tous ses numéros un américains, sans nouvelles chansons. Carey, elle, veut que cette compilation incorpore ses chansons favorites et les plus personnelles sans se baser uniquement sur le critère du succès commercial. Pour accompagner ses treize numéros un, Carey enregistre quatre nouvelles chansons. Elle estime qu'exclure toute nouvelle chanson serait trahir ses fans. Compromise, Carey a souvent exprimé son dégoût face au choix des chansons de l'album et l'omission de ses « chansons favorites ». L'artiste voulait en effet exprimer ses sentiments dans un recueil de "ses numéros un". 
Par ailleurs, elle cite souvent Underneath the Stars et Breakdown comme des chansons qu'elle n'a pas réussi à faire sortir en single.

## Structure musicale
Breakdown est une chanson lente et sensuelle mélangeant R&B et Hip-hop. Elle inclut des percussions et des grooves imposants. La chanson présente des couplets de rap de deux des trois membres de Bone Thugs-n-Harmony, Krayzie et Wish Bone. Pour faire une superposition, les chœurs sont présents tout au long du refrain et du pont. Elle se situe dans une signature rythmique commune et dans la tonalité de Mi majeur. Elle présente une progression d'accords de La, Fa1. La voix de Carey se situe entre les notes Mib2 et Fa4 tandis que le piano et la guitare se situent entre les notes Fa2 et Fa4. Carey écrit les paroles et produit la mélodie et le refrain. Combs et Stevie arrangent et produisent la piste.

## Accueil

### Critique
David Browne d'Entertainment Weekly fait l'éloge de la chanson en disant : « Dans la plupart de l'album, elle garde sa fameuse octave. Avec une certaine retenue, elle reste dans des rythmes doux. Dans Breakdown, elle montre qu'elle peut correspondre au staccato, aux passages reggae de ses invités, deux membres de Bone Thugs-n-Harmony ». Rich Juzwiak de Slant Magazine considère Breakdown comme « la chanson de sa carrière » et écrit : « C'est la chanson de sa carrière, où les paroles sont prononcées car elle se met à nu. Mariah s'adapte parfaitement à ce style, en partie grâce à sa gamme vocale à multiples octaves, dans une mélodie hypnotique de telle sorte qu'au moment où elle gémit, vous le sentez vraiment. Comme The Roof, Carey se précipite vers une maturité musicale en embrassant le hip-hop et non en le fuyant. Elle est à la hauteur de son élégance et aussi du hip-hop ».

### Commercial
Breakdown est le troisième single de l'album aux États-Unis, au Canada, en Nouvelle-Zélande et en Australie (en Europe, The Roof (Back in Time) est le troisième single). À cause du conflit qu'à Carey avec son label, Sony Music Entertainment décide de faire sortir la chanson en single uniquement en Australie, où elle reste dans le top 40 pendant trois semaines. Un remix est envoyé sur les radios américaines et atteint le Hot R&B/Hip-Hop Airplay en octobre 1997. Cependant la chanson ne sort qu'en avril 1998 en tant que double face A avec My All. Elle atteint le top 5 du Hot R&B/Hip-Hop Songs avec My All. Cependant, la chanson apparaît indépendamment dans le Hot 100 Airplay et atteint le top 20 du Hot R&B/Hip-Hop Airplay et Rhytmic Airplay Chart. En Nouvelle-Zélande, la chanson atteint la quatrième place du hit-parade et est certifiée disque d'or par la Recording Industry Association of New Zealand (RIANZ) pour la vente de 7 500 exemplaires.

## Clip et remixes
Le clip (sorti en mars 1998) est réalisé par Carey avec Diane Martel comme coréalisatrice. On peut la voir prendre plusieurs rôles, fille de cabaret, showgirl ou encore cowgirl. Les membres de Bone Thugs-n-Harmony font une apparence. Dans la vidéo, Carey joue le rôle d'une fille de cabaret, en dansant sur une chaise, accompagnée de deux autres femmes. Dans d'autres scènes, elle se trouve dans un casino avec Wish et Krayzie Bone. Tadis qu'ils jouent autour de la foule, elle flâne autour de la table et les applaudit. Elle est ensuite allongée sur une scène et pleure sa rupture. Une autre version de la chanson, le The Mo' Thugs Remix, présente des passages de rap par Wish et Krayzie Bone ainsi qu'un couplet de Layzie Bone, initialement absent du mix original. Cette version peut être trouvé dans la compilation The Collection Volume One.

## Interprétations scéniques
Carey interprète la chanson durant le Butterfly World Tour. Dans ses concerts, elle porte un ensemble beige et est accompagnée de danseurs hommes et femmes. Durant sa prestation, la chanteuse tient les autres danseurs main dans la main, donnant la confusion de la passion. Carey l'interprète également lors du Rainbow World Tour pratiquement de la même façon. Durant les Adventures of Mimi Tour, elle l'interprète lors de quelquues concerts. La prestation s'accompagne de plusieurs danseuses qui exécutent des chorégraphies aux airs exotiques. Tout en chantant, elle danse sur une chaise et porte un ensemble rouge.

## Versions
CD Maxi-Single
1. Breakdown (Radio Edit) – 4:15
2. Breakdown (The Mo' Thugs Remix) – 4:58
3. Breakdown – 4:58
4. Honey (Morales Dub Club) – 10:58
5. Honey (Mo' Honey Dub) – 7:23

My All/Breakdown CD single
1. My All – 3:51
2. Breakdown – 4:58

## Crédits
- Mariah Carey – auteur, productrice, chant
- Stevie J. – auteur, producteur
- Anthony Henderson – auteur
- Charles Scruggs – auteur
- Puff Daddy – producteur

Crédits issus de l'album Butterfly

## Classements et certifications
| Pays                                        | Position | Certification |
| ------------------------------------------- | -------- | ------------- |
| Australie                                   | 38       |               |
| Nouvelle-Zélande                            | 4        | Or            |
| États-Unis Billboard Hot 100 Airplay        | 53       |               |
| États-Unis Billboard Hot R&B/Hip-Hop Songs, | 4        |               |

## Compléments